# スケイザルアゥ
スケイザルアゥ (氷語: Skeiðará、「早瀬の川」の意) はアイスランド南部を流れる、氷河に源を発する比較的短い川である（約30km）。アイスランド最大の氷河ヴァトナヨークトルから分かれ出る氷河スキェイザルアゥルヨークトル (Skeiðarárjökull) が源流である。

## 概要
平均的な流量は 200 m³/s 程度で、冬期には 10 m³/s に減少する。スカフタフェットル国立公園付近ではスケイザルアル (Skeiðarár) と呼ばれる氷河性河流扇状地 (ザンドル) を形成している。公園と海の間の地帯全体に渡って、溶岩が元となった黒い砂や灰からなる地表を、川がいくつもの細い流れに分かれて走っている（長さ40km、幅5〜10kmほどの領域）。

## 災害
全長の短い川は往々にして流れが急で氾濫が多いことがあるが、スケイザルアゥはその典型例である。ときには犠牲者の出る氷河湖決壊洪水が起こることがある。
近年では1996年に大規模な氷河湖決壊洪水が起こった。このときは民家ほどの大きさがあるような氷の塊が長さ880mの橋を破壊したことを始め、国道1号線 (リングロード) に大きな被害が出た。この洪水の最大流量は 45,000 m³/s にもなった。火山の噴火が氷河を溶かすことで洪水が起こるため、付近にあるグリムスヴォトン火山およびヴァトナヨークトル氷河の様子は厳重にモニタリングされており、この洪水が起こる前にリングロードは封鎖されていた。そのため、幸いこの洪水では犠牲者もけが人もなかった。
また2010年には11月に、ザンドル地形上で洪水があった。11月1日にグリムスヴォトン・カルデラの一部を形成するグリムスフィヤトル (Grímsfjall) 山で地震が発生し、氷河から転がり出た氷塊が電線を切断してキルキュバイヤルクロイストゥル集落が停電した
。